# Halloween
Halloween este o sărbătoare de origine celtică, preluată astăzi de multe popoare din lumea occidentală, ea răspândindu-se în secolul al XIX-lea prin intermediul imigranților irlandezi din Statele Unite ale Americii. Este sărbătorită în noaptea de 31 octombrie, deși în unele țări data sărbătorii variază — de exemplu, în Suedia este sărbătorită în prima sâmbătă din noiembrie. Numele provine din limba engleză, de la expresia All Hallows' Eve (în engleza veche, Hallows era cuvântul pentru „sfinți”, iar Eve este „ajunul”), numele sărbătorii creștine a tuturor sfinților, sărbătoare cu care Halloweenul a devenit asociat în țările unde predomină creștinismul occidental — catolic și protestant, deoarece în aceste culte creștine ziua tuturor sfinților este sărbătorită pe 1 noiembrie.
Activitățile specifice pentru Halloween sunt purtarea de costume specifice, colindatul, sculptarea dovlecilor în formă de felinar, jucarea de farse sau vizitarea unor locuri presupus bântuite. Cu ocazia acestei sărbători copiii se maschează în vrăjitori, mumii sau alte personaje și colindă pe la case întrebând „Trick or Treat?” (Păcăleală sau dulciuri?), ca o amenințare că dacă nu li se dau dulciuri, persoanei colindate i se va juca o farsă. În alte țări Halloween este serbat prin parade și carnavaluri.

## Istoric
Sărbătoarea cunoscută sub numele de Halloween a fost influențată, de-a lungul secolelor, de numeroase culturi. În Imperiul Roman era Ziua Pomona, la celtici era festivalul Samhain, iar la creștini Sărbătoarea Tuturor Sfinților.
Istoricul Nicholas Rogers, care a cercetat originile Halloweenului, observă că în timp ce „unii folcloriști i-au detectat originile în sărbătoarea romană a Pomonei, zeița fructelor și semințelor, sau în festivalul morților denumit Parentalia, sărbătoarea este cel mai frecvent legată de festivalul celtic Samhain, scris inițial Samuin”. Numele provine din irlandeza veche și înseamnă „sfârșitul verii”.

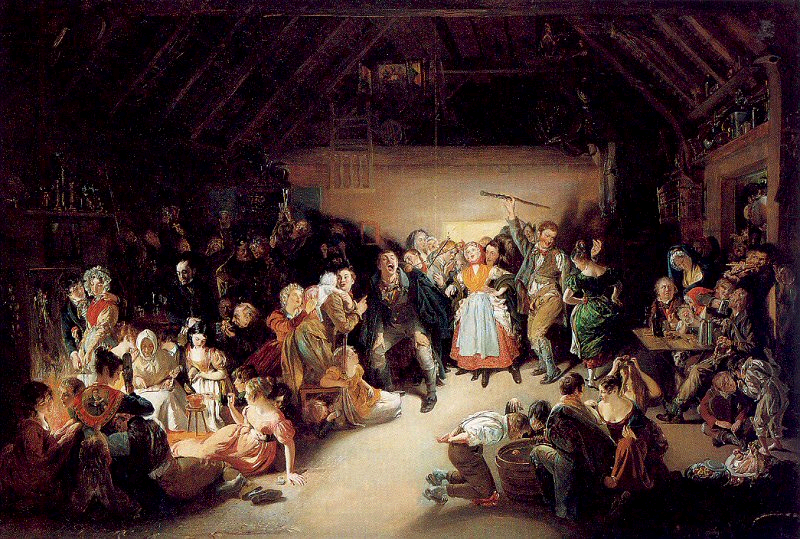
Snap-Apple Night de Daniel Maclise prezentând o petrecere de Halloween în Blarney, Irlanda, în 1832.

Festivalul Samhain sărbătorește sfârșitul „jumătății luminoase” a anului și începutul „jumătății întunecate” și este, uneori, considerat a fi „Anul Nou Celtic”.
Vechii celți credeau că granița dintre lumea aceasta și cea de dincolo se slăbește în ziua de Samhain, permițând spiritelor, bune sau rele, să o traverseze. Strămoșii familiei erau cinstiți și invitați acasă, în timp ce spiritele rele erau gonite. Se crede că nevoia de a îndepărta spiritele rele a dus la purtatul de costume și măști. Ei îndepărtau spiritele rele deghizându-se ei înșiși în spirit rău pentru a le evita. În Scoția rolul spiritelor era jucat de tineri îmbrăcați în alb cu fețele mascate sau înnegrite.
Samhain era o vreme când se făceau provizii de iarnă și se tăiau animalele pentru a păstra carnea peste iarnă. Focurile de tabără jucau și ele un rol în festivități. Toate celelalte focuri erau aprinse de la focul cel mare. Oasele animalelor tăiate erau și ele aruncate în foc. Uneori se aprindeau două focuri unul lângă altul, iar oamenii și animalele treceau printre ele ca ritual de purificare.
Următoarea influență a apărut o dată cu răspândirea noii religii creștine în Europa. În anul 835, Biserica Romano-Catolică a transformat ziua de 1 noiembrie într-o sărbătoare creștină, care celebrează toți sfinții. Aceasta era Sărbătoarea Tuturor Sfinților, sau Hallowmas, sau All Hallows.
Alți oameni de știință consideră că Halloween strict ca o sărbătoare creștină, priveghiul pentru Sărbătoarea Tuturor Sfinților. Sărbătorite în Irlanda și Scoția timp de mai multe secole, obiceiurile de Halloween au fost răspândite de imigranți irlandezi și scoțieni în America de Nord în secolul al XIX-lea, și ulterior, prin influența americană, Halloween s-a răspândit în alte țări la sfârșitul secolului al XX-lea și începutul secolului al XXI-lea.

### Originea numelui
Termenul Halloween reprezintă o variantă scurtată denumirii All-Hallows-Even („evening”), adică noaptea de dinainte de „All Hallows”. Până în secolul al XX-lea era scrisă și „Hallowe'en”, eliminând „v”-ul și scurtând cuvântul. Deși sintagma All Hallows apare în engleza veche (ealra hālgena mæssedæg, „sărbătoarea tuturor sfinților”), conform Oxford English Dictionary (ediția a doua) de la Oxford University Press, All-Hallows-Even a fost atestată abia la 1556.

## Simboluri

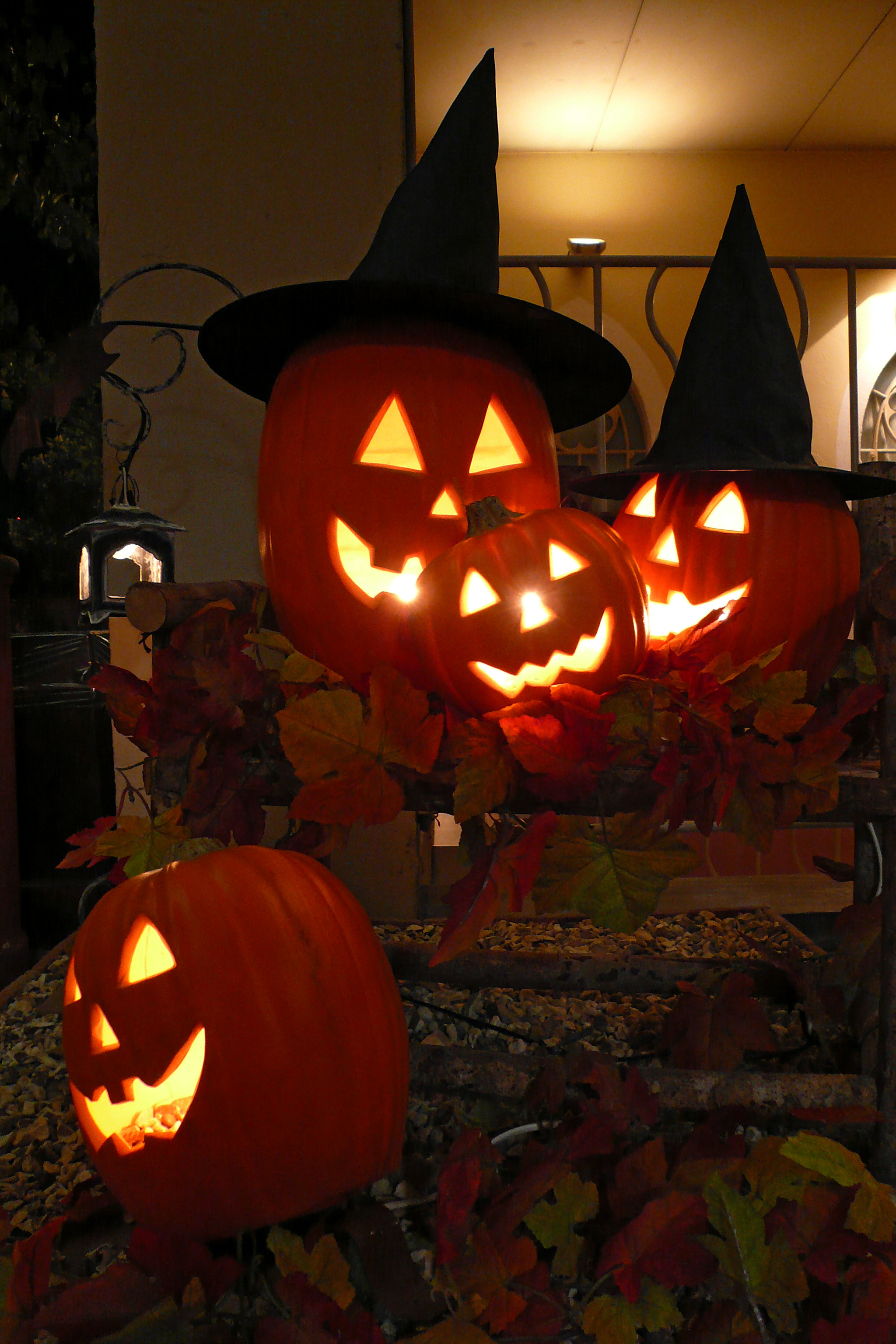
Jack-o'-lanterns în Kobe, Japonia

Simbolurile și obiectele artizanale asociate Halloweenului s-au dezvoltat în timp. De exemplu, sculptarea de jack-o'-lantern provine din obiceiul de Ziua Tuturor Sfinților de modelare a unor felinare din napi pentru luminarea sufletelor din purgatoriu. Napul era folosit tradițional de Halloween în Irlanda și Scoția, dar imigranții veniți în America de Nord au folosit dovleacul indigen, care erau mai ușor accesibili și mai mari – fiind mai ușor de modelat decât napii. Tradiția americană de modelare a dovlecilor este atestată de la 1837 și a fost asociată inițial cu vremea recoltei, nefiind specifică Halloweenului decât spre sfârșitul secolului al XIX-lea.
Imaginile de Halloween provin din multiple surse, inclusiv din obiceiurile naționale, operele literare de ficțiune gotică și horror (romanele Frankenstein și Dracula, nuvela Straniul caz al doctorului Jekyll și al domnului Hyde sau povestirea „Legenda călărețului fără cap”), și din filmele horror clasice (ca Frankenstein și Mumia). Printre primele lucrări despre Halloween se numără cele ale poetului scoțian John Mayne din 1780, care menționa farsele jucate la Halloween; What fearfu' pranks ensue!, precum și supranaturalul asociat cu noaptea, Bogies (fantome), influențându-l pe Robert Burns, autorul poeziei Halloween din 1785. Elemente ale toamnei, cum ar fi dovlecii, cocenii de porumb și sperietorile de ciori sunt și ele prezente. Casele sunt și ele decorate cu aceste simboluri.
Printre alte imagini de Halloween se numără temele morții, răului și ocultului, sau monștrii legendari. Culorile tradiționale ale sărbătorii sunt negru și portocaliu.

## Colindatul

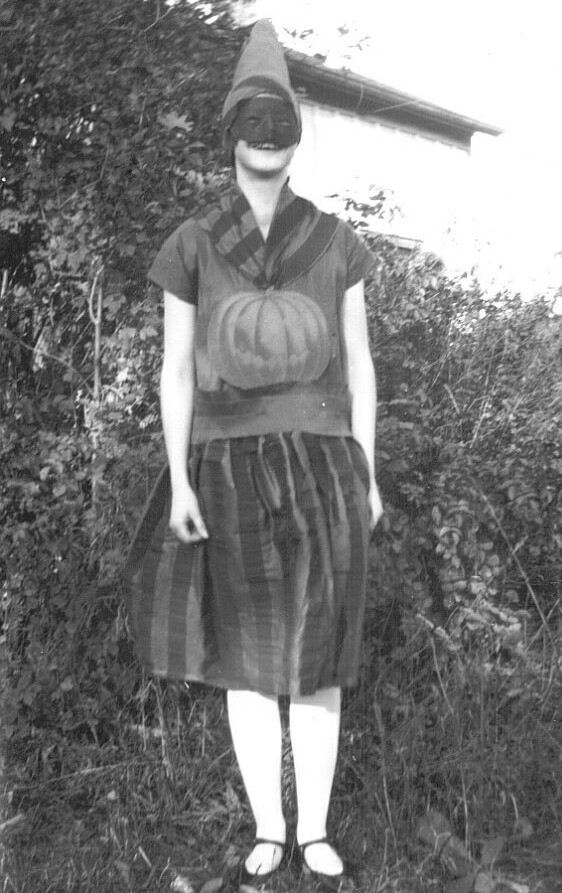
Fotografie din 1928 cu o tânără costumată din Ontario, locul în care s-a consemnat prima dată colindatul de Halloween în America de Nord.

Colindatul de Halloween este practicat de copii care merg din casă în casă îmbrăcați într-un costum specific, cerând bomboane sau câteodată bani cu formula „Trick or Treat?” (în română Păcăleală sau dulciuri?), ca o amenințare că persoanei colindate i se va juca o farsă dacă nu li se dau dulciuri.
Obiceiul colindatului de  era popular în Scoția și Irlanda încă din secolului al XVI-lea. În secolul al XIX-lea tinerii din aceste zone mergeau din casă în casă, cântau sau spuneau rugăciuni în schimbul unor prăjituri și uneori amenințau cu blesteme dacă nu erau primiți.
Prima apariție a colindatului în America de Nord este înregistrată în 1911 în Ontario, iar tot acolo a apărut și expresia Trick or Treat! în 1917.
În Statele Unite ale Americii și Canada, colindatul este tradiția principală a Halloween-ului, iar dacă există copii într-un cartier, un adult trebuie să cumpere bomboane pentru toți locatarii cartierului. Din America de Nord, colindatul s-a răspândit în alte țări odată cu celelalte evenimente de Halloween.

## Costume

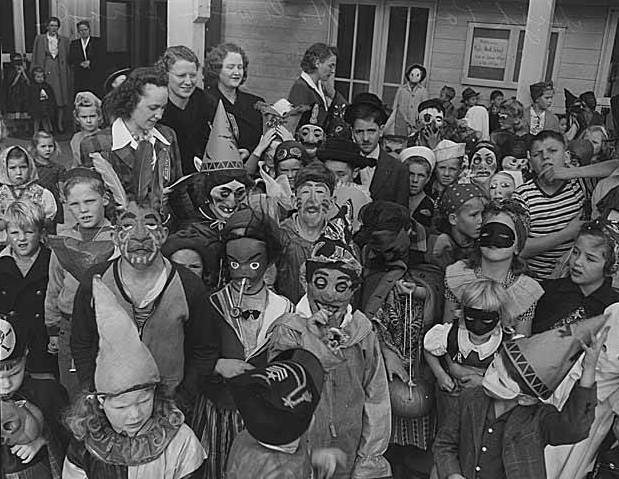
Copii din Seattle în costume de Halloween, 1943

Costumele de Halloween sunt tradițional modelate după figurile supranaturale, monștri, schelete, fantome, vrăjitoare și diavoli. De-a lungul timpului, printre costumele folosite au apărut și cele ale unor personaje fictive, celebrități la ordinea zilei și arhetipuri generice, cum ar fi prințesele sau luptătorii ninja.
Colindatul în costume era prezent în Scoția și Irlanda de Halloween la sfârșitul secolului al XIX-lea, numele scoțian de guising venind de la deghizările purtate de copii. În Irlanda măștile de Halloween sunt cunoscute ca "fețe false". Tradiția a pătruns și în Statele Unite la începutul secolului al XX-lea, atât în rândul adulților cât și în rândul copiilor. Primele costume de Halloween produse în masă au apărut în magazinele americane în anii 1920 și 1930 când obiceiul de trick-or-treating devenea popular acolo.
În ziua de 31 octombrie sau în preajma ei, adesea în vinerea și sâmbăta dinainte de Halloween, se țin petreceri tematice în care oamenii vin îmbrăcați cu costume.

## Jocuri și alte activități

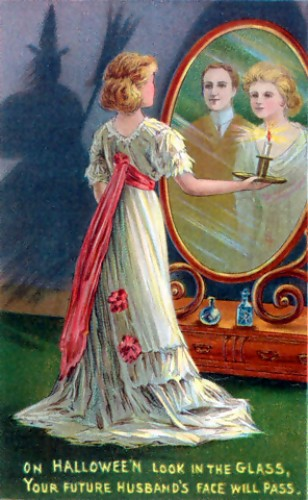
În această carte poștală de Halloween din 1904, o fată privește într-o oglindă într-o cameră întunecată în speranța de a vedea cu coada ochiului chipul viitorului soț.

Există mai multe jocuri asociate cu petrecerile de Halloween. Unul dintre ele se numește dunking sau apple bobbing, și constă în culegerea cu dinții a unor mere care plutesc într-un lighean sau într-un alt vas cu apă. O variantă a jocului implică așezarea în genunchi pe un scaun, ținerea unei furculițe între dinți și tentativa de a lăsa furculița să cadă într-un măr. Un alt joc frecvent implică agățarea cu funii a unor scone-uri învelite în sirop sau melasă; ele trebuie mâncate fără a folosi mâinile, activitate ce se soldează inevitabil cu mânjirea feței cu lichidul dulce și lipicios.
Unele jocuri tradiționale de Halloween sunt forme de divinație. O formă tradițională scoțiană de prevedere a viitorului soț al unei tinere fete este curățarea unui măr dintr-o singură tăietură, urmată de aruncarea cojii lungi peste umăr. Se crede că acea coajă va cădea în forma primei litere a numelui viitorului soț. Femeilor nemăritate li se spune că dacă stau într-o cameră întunecată și se uită în oglindă în noaptea de Halloween, vor vedea chipul viitorului soț. În schimb, dacă sunt sortite să moară înainte de cununie, va apărea un craniu. Obiceiul era destul de răspândit încât să apară pe felicitări de Halloween de la sfârșitul secolului al XIX-lea și începutul secolului al XX-lea.
Un alt joc bazat pe superstiții și atestat prin anii 1900 implica coji de nucă. Oamenii scriau simboluri cu lapte pe hârtie albă. După uscare, hârtia era împăturită și introdusă în coji de nucă. Când coaja de nucă era încălzită, laptele devenea cafeniu și scrisul apărea pe ceea ce altfel ar fi părut a fi hârtie albă. Pentru a juca acest joc, simbolurile din hârtie se puneau pe o farfurie. Cineva intra, într-o cameră întunecată și își punea mâna pe o bucată de gheață, apoi o punea pe farfurie. Bilețelul se lipea apoi de mână. Printre simboluri se numărau: semnul dolarului pentru bogăție, nasturele pentru burlăcie, degetarul pentru tors, arcanul pentru sărăcie, bobul de orez pentru cununie, umbrela pentru călătorie, ceaunul pentru necazuri, trifoiul cu patru foi pentru noroc, moneda pentru bogăție, inelul pentru cununie rapidă și cheia pentru celebritate.
Spusul poveștilor cu fantome sau vizionarea de filme horror sunt și ele părți ale petrecerilor de Halloween. Adesea, în preajma sărbătorii, televiziunile difuzează episoadele ale serialelor și emisiuni speciale (de obicei pentru copii), iar unele filme horror sunt lansate special înainte de Halloween pentru a profita de atmosfera sărbătorii.

## Atracții bântuite

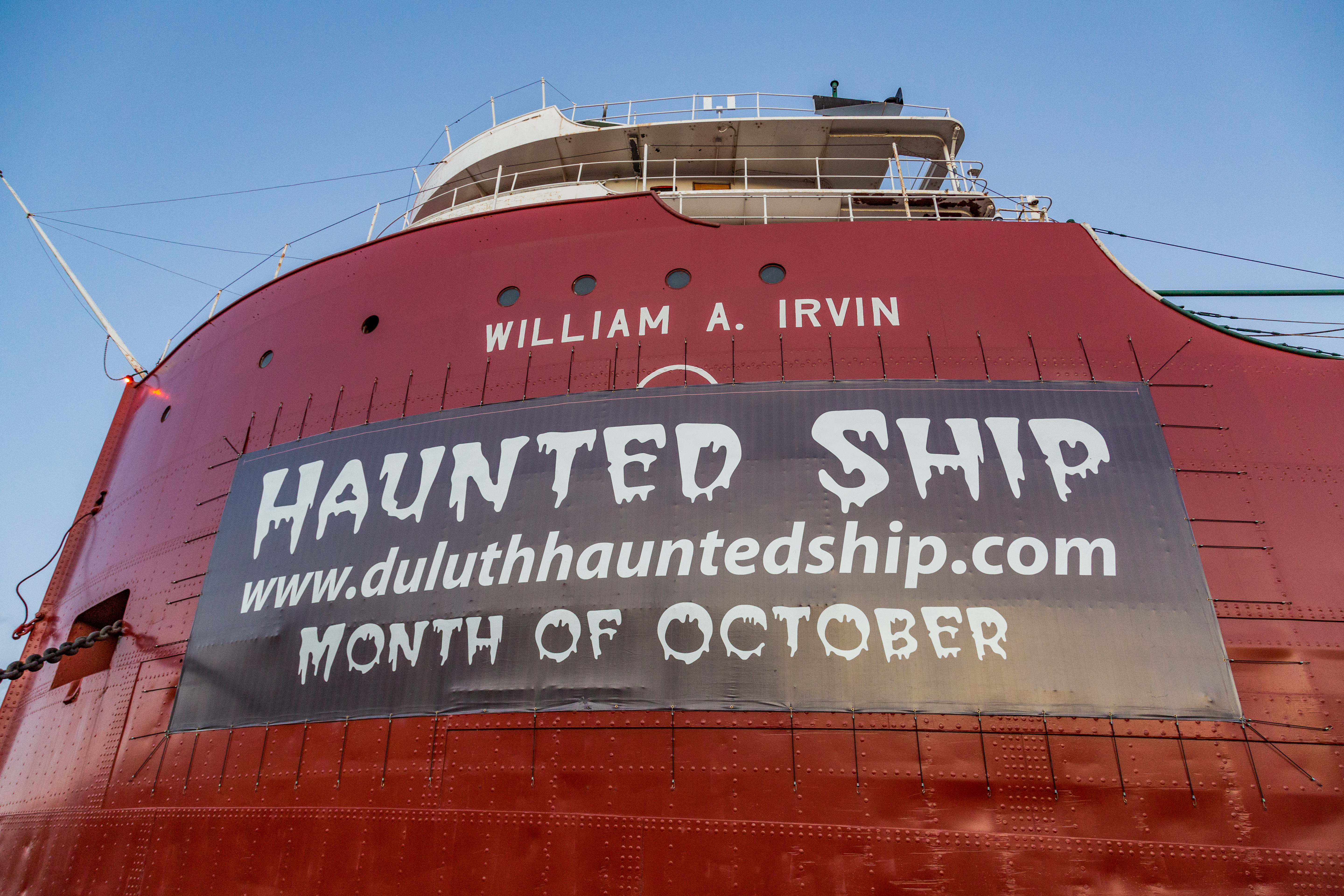
Vas bântuit, vizitat cu ocazia Halloween-ului

Atracțiile bântuite sunt locuri de divertisment special concepute pentru a speria vizitatorii; cele mai multe sunt dedicate sărbătorii de Halloween. Originile acestor locuri în care vizitatorii plăteau pentru a fi speriați sunt greu de stabilit, dar se crede că acestea au fost mai întâi folosite în scopul strângerii de fonduri de către Junior Chamber International (Jaycees).
Acest tip de atracții includ case bântuite, labirinturi de porumb și plimbări în vehicule decorate specific sărbătorii, iar nivelul de complexitate al decorațiilor a crescut odată cu industria Halloweenului. În Statele Unite, aceste parcuri de distracție cu specific Halloween produc aproximativ 300-500 de milioane de dolari în fiecare an și atrag aproape 400.000 clienți, cu toate că tendințele sugerează că vârful atins în acest domeniu a fost în 2005. Această creștere a interesului a dus la adoptarea mai multor efecte speciale foarte tehnice și a costumelor comparabile cu cele din filmele de la Hollywood.

## Mâncăruri

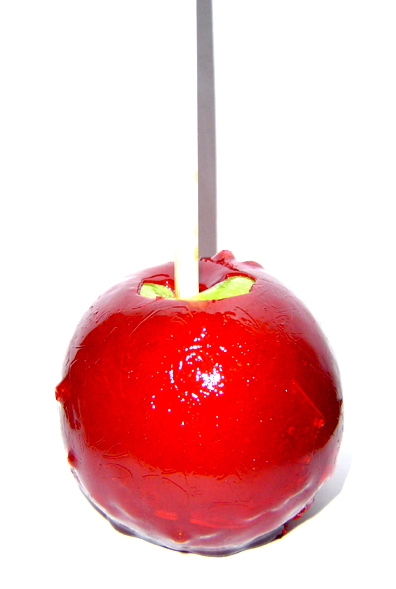
Măr glazurat

Deoarece sărbătoarea cade în vremea recoltării merelor, merele glazurate sau caramelizate se numără printre mâncărurile tradiționale de Halloween. Acestea se obțin prin ungerea merelor întregi cu un sirop dulce lipicios, uneori se adaugă miez de nucă măcinată.
Într-o vreme, copiilor li se dădeau mere glazurate, dar practica a dispărut după ce au apărut zvonuri că unii oameni înfig ace sau lame de ras în merele date copiilor. Nu există dovezi ale unor astfel de incidente, deci se poate presupune că sunt cel mult rare și nu se soldează cu răniri grave. Totuși, mulți părinți au crezut că asemenea practici sunt frecvente din cauza mediatizării excesive. La maximul isteriei merelor, unele spitale au oferit radiografii ale sacilor de bomboane ale copiilor pentru a identifica vreo problemă. Practic toate acele puține evenimente de „otrăvire” a merelor erau de fapt cauzate chiar de părinții victimelor.
Un obicei ce persistă în Irlanda de astăzi este gătirea (sau mai adesea, achiziționarea) de barmbrack (în galiciană báirín breac), o prăjitură ușoară cu fructe, în care se introduc un inel, o monedă sau alte „farmece”. Se spune că cei care mănâncă un barmbrack cu inel își vor găsi dragostea în anul următor, tradiție similară cu cea a prăjiturii regelui la bobotează.
Mâncăruri asociate sărbătorii
- Barmbrack (Irlanda)
- Caramele (Marea Britanie)
- Măr caramelizat/măr glazurat (Marea Britanie și Irlanda)
- Porumb caramelizat
- Colcannon (Irlanda)
- Bomboane în formă de cranii, dovleci, lilieci, viermi, etc.
- Produse din dovleac (dovleac copt, plăcintă de dovleac, pâine de dovleac, semințe de dovleac prăjite)
- Porumb dulce prăjit
- Prăjituri Soul

## Halloweenul în lume
Fiind una dintre cele mai vechi sărbători din lume, Halloweenul este sărbătorit în foarte multe țări de pe glob, cele mai cunoscute fiind Irlanda, Statele Unite, Canada, Puerto Rico și Regatul Unit, iar ocazional în unele părți ale Australiei și Noua Zeelandă. În America de Nord și Canada își menține cel mai înalt nivel de popularitate. În fiecare an, 65% dintre americani își decorează casele și birourile pentru Halloween. Procentul este depășit doar de decorațiunile făcute cu ocazia Crăciunului. Halloweenul este sărbătoarea în care sunt vândute cele mai multe bomboane și este a doua sărbătoare după Crăciun ca volum al vânzărilor globale.

## Perspective religioase

### Creștinismul catolic și protestant
În America de Nord, atitudinea creștină față de Halloween este foarte variată. În Biserica Anglicană, unele dioceze au ales să sublinieze tradițiile creștine de Sărbătoarea Tuturor Sfinților, în timp ce protestanții țin cont de sărbători ca Ziua Reformei, o zi de comemorare și rugăciuni pentru unitate. Preotul Gabriele Amorth, un exorcist numit de Vatican la Roma, a declarat: 
„Dacă tinerilor americani și englezi le place să se îmbrace ca vrăjitoarele și demonii o noapte pe an, nu este nicio problemă. Dacă este doar un joc, nu există niciun rău în asta. ”
 În ultimii ani, Arhiepiscopia Romano-Catolică din Boston a organizat o Sărbătoare a Sfinților pentru Halloween. Multe dintre bisericile protestante contemporane văd Halloweenul ca un moment de distracție pentru copii, ba chiar organizează serbări în bisericile lor, iar copiii și părinții lor se pot costuma, juca jocuri și primesc bomboane.
În noiembrie 2009, Vaticanul a catalogat ziua de Halloween ca necreștină, declarând că este bazată pe un sinistru și periculos curent ocultist.
Multi creștini nu atribuie vreo semnificație negativă sărbătorii de Halloween, tratând-o ca pe un pretext pur laic pentru serbarea „ciudățeniilor imaginare” și pentru oferirea de bomboane. Festivitățile de Halloween sunt obișnuite în școlile parohiale romano-catolice din America de Nord și din Irlanda. De fapt, Biserica Romano-Catolică consideră că Halloween-ul ar avea o legătură cu creștinismul. Cei mai mulți creștini nu consideră că tradiția ar avea rădăcini satanice în origine sau practică și că nu reprezintă nicio amenințare pentru viața spirituală a copiilor: educarea despre moarte și mortalitatea, precum și despre obiceiurile strămoșilor celți fiind, de fapt, o lecție de viață valoroasă și o parte din patrimoniul enoriașilor lor. Festivitățile de Halloween sunt obișnuite în școlile parohiale romano-catolice din America de Nord și din Irlanda.

### Alte culte creștine
Alți creștini sunt îngrijorați de Halloween și resping sărbătoarea deoarece ei sunt convinși că trivializează (și celebrează) „ocultul” și ceea ce ei percep ca fiind rău. Un răspuns în rândul unor fundamentaliști în ultimii ani a fost utilizarea de Case ale Iadului (Hell Houses) sau pamflete tematice (cum ar și cele ale lui Jack T. Chick), care cred despre Halloween că ar fi o oportunitate pentru evanghelizare. Unii consideră Halloweenul ca fiind complet incompatibil cu credința creștină datorită originii sale păgâne de Festival al Morților.
În tradiția populară din România există un obicei asemănător, Noaptea Sfântului Andrei, care este asociat cu apariția strigoilor, cu farmecele de dragoste și ghicirea ursitului, de asemenea se poate „afla” dacă anul următor va fi roditor. Sfântul Apostol Andrei este prăznuit pe 30 noiembrie.
Ortodocșii consideră că în timpul vieții trebuie să dobândească asemănare cu Iisus Hristos și nu să se îmbrace în vampiri și fantome.

### Păgânismul, ocultismul și satanismul

„Părintele” modern al „bisericii lui Satan”, Anton Szandor LaVey, obișnuia să spună că Halloween este una dintre cele mai mari sărbători în calendarul satanic.

Mulți se uită la istoricul Halloweenului și, bazați pe aceasta, recomandă sau nu, o anumită poziție față de ea. Uneori o astfel de analiză poate ajuta, dar nu se crede că are o contribuție decisivă în a lua o hotărâre justificată. Originea acestei sărbători poate fi plasată în ocultism și păgânism, iar grupările satanice, în unele regiuni, îi atașează o însemnătate deosebită. Vaticanul a condamnat sărbătoarea de Halloween, despre care susține că este „anticreștină”, fiind bazată pe un „curent subteran periculos al ocultismului”. Sfântul Scaun i-a avertizat pe părinți să nu-și lase copiii să se îmbrace în fantome și vampiri deoarece Halloweenul este o sărbătoare păgână a „terorii, a fricii și a morții”. Un ziar controlat de episcopii italieni, Avvenire, a cerut în 2009 boicotarea zilei de Halloween, despre care a spus că este „o celebrare a groazei și a macabrului” care ar putea să încurajeze „sectele [satanice] nemiloase și fără scrupule”. Mai multe biserici din Florida au protestat în octombrie 2010 față de decorarea unui parc cu motive specifice sărbătorii Halloween, acuzându-i pe organizatori că promovează imagini ale „crimei și torturii”.
„Părintele” modern al „bisericii lui Satan”, Anton Szandor LaVey, obișnuia să spună că Halloween este una dintre cele mai mari sărbători în calendarul satanic, alături de „Noaptea Walpurgică“ sau Sabatul vrăjitoarelor, de pe 1 mai.

### Alte religii
Alte religii, de asemenea, au păreri foarte diferite cu privire la Halloween. Adepții religiei Wicca simt că tradiția este jignitoare pentru „vrăjitoarele adevărate” pentru că se promovează caricaturi stereotipale ale „vrăjitoarelor malefhalloweenului”.